# Ballhaus Pankow
Das Ballhaus Pankow ist ein Einzeldenkmal im Berliner Bezirk Pankow, Ortsteil Niederschönhausen.

## Geschichte

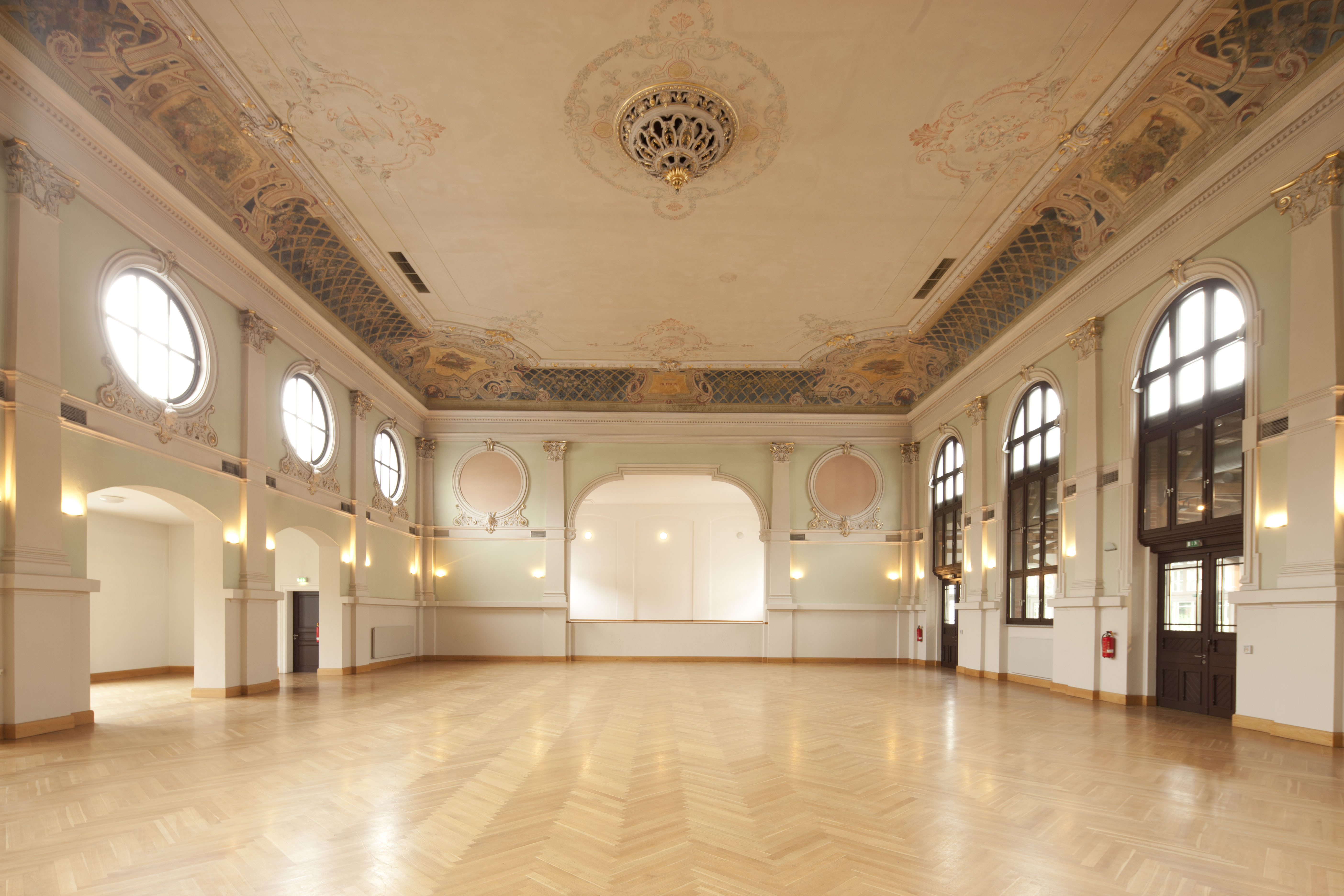
Ballhaus Pankow – Großer Saal

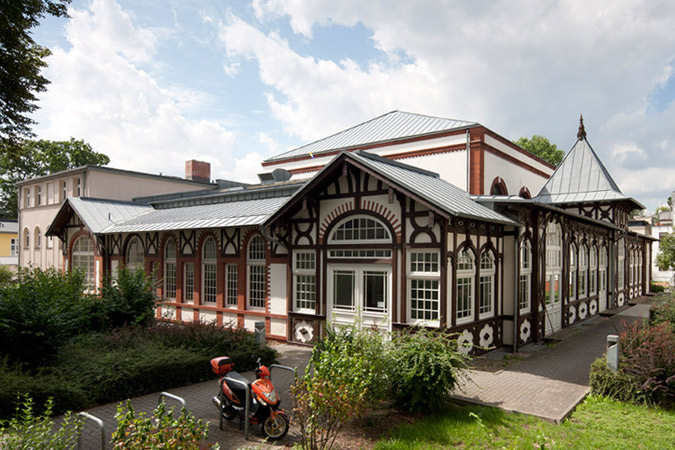
Ballhaus Pankow – Außenansicht

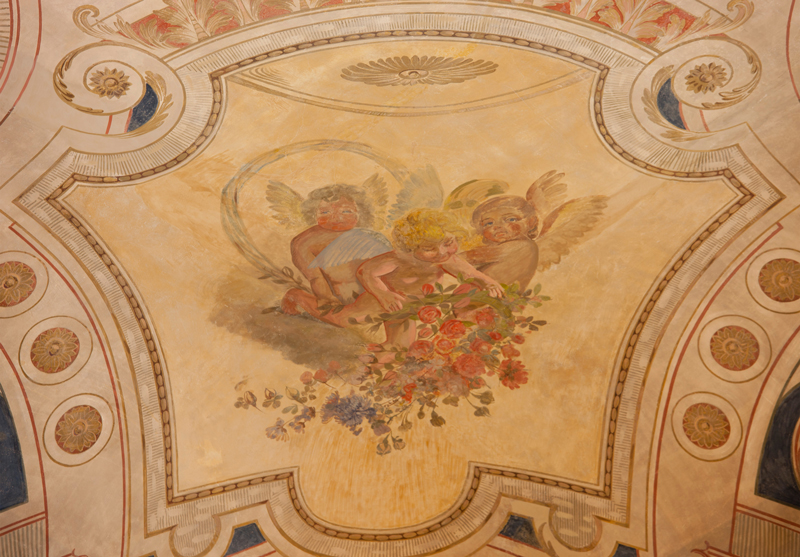
Ballhaus Pankow – Innendetail

Erbaut wurde das Ballhaus Pankow im Jahr 1880 im Auftrag des Gastwirtes August Lehder. Dieser ließ zunächst ein eingeschossiges Gebäude auf dem Grundstück Lindenstraße 11 (seit 1936: Grabbeallee 53), Ecke Kaiserin-Augusta-Straße (seit 1950: Tschaikowskistraße) errichten. Nach Abschluss der ersten Bauphase gab es dort Gasträume, einen kleinen Saal und einige Wohnräume. Anfangs trug der Betrieb den Namen Restaurant Schloss Schönhausen, benannt nach dem in unmittelbarer Nähe gelegenen Schloss Schönhausen, einer der Residenzen der preußischen Königsfamilie.
Damals lag das Ballhaus noch vor den Toren der rapide wachsenden Stadt Berlin. Im Umfeld entlang der Lindenstraße befanden sich zu dieser Zeit einige weitere Ausflugslokale.
Die Geschäfte des Restaurants liefen gut. 1892 ließ August Lehder die bestehenden Gebäude um einige neue Bereiche erweitern, unter anderem um einen zirka zehn Meter hohen Ballsaal. Insbesondere dieser spektakuläre Saal mit prächtiger Deckenbemalung, Stuck und Parkett machte das Ausflugslokal bald zur Sehenswürdigkeit. Ein großer Wintergarten im Fachwerkstil und eine Bar wurden unmittelbar angrenzend an den Ballsaal errichtet.
Kurz vor der Wende zum 20. Jahrhundert legte August Lehder die Geschicke des Ballhauses Pankow in die Hände seines Schwiegersohnes August Donath. In den Folgejahren wurde es unter diversen Eigentümern als Tanz- und Vergnügungsstätte genutzt. Der letzte Gaststättenbetrieb wurde 1933 geschlossen. Danach gab es Erbstreitigkeiten, so dass die Immobilie zwangsverwaltet wurde.
Den Zweiten Weltkrieg überstand das Gebäudeensemble nahezu unbeschadet. Zwischen 1945 und 1989 diente das Ballhaus als Produktionsstandort. In den unmittelbaren Nachkriegsjahren wurden hier Stahlhelme zu Kochtöpfen umgeschmiedet. Später zogen eine Schlosserei und danach ein Maschinenbaubetrieb ein. 
Der sorglose Umgang mit der Bausubstanz führte dazu, dass sich das Ballhaus 1989, zum Zeitpunkt der Wende, in einem katastrophalen Zustand befand. Dach und Wände waren weitgehend verrottet. Das Gebäude stand kurz vor dem Verfall. Dennoch wurde es unter Denkmalschutz gestellt und in den Jahren 1993 bis 1995 restaurierte ein neuer Eigentümer es mit großem Aufwand für rund fünf Millionen Euro. Dabei kamen auch öffentliche Fördermittel zum Einsatz, da an der Wiederinbetriebnahme des Ballhauses ein erhebliches öffentliches Interesse bestand. In diesem Zusammenhang stehen auch die nachfolgenden Auszüge aus Schreiben der Berliner Senatsverwaltung für Stadtentwicklung und Umweltschutz von 1993: „…Ist es doch (Anm.: das Ballhaus) heute ein höchst selten gewordenes Beispiel eines im späten 19. Jahrhundert errichteten Ausflugslokals im Norden Berlins“ und „…ist das eigentliche Anliegen des Stadtbezirkes die Unterschutzstellung des alten Ballhauses – ausgelöst durch eine Bürgerinitiative – und dessen Rekonstruktion als kulturelles und gastronomisches Zentrum“. Das Ballhaus Pankow ist „eines der schönsten und ältesten noch erhaltenen Gebäude des Bezirks Pankow, […] eines der letzten Zeugnisse einer Zeit, zu der Pankow noch ein Ausflugsziel im Grünen war.“
Seit die aufwändige Rekonstruktion des Ballhauses Pankow im Jahr 1995 abgeschlossen wurde, blieb das Gebäude unter anderem aufgrund der hohen Mietforderungen der früheren Besitzer weitgehend ungenutzt. Der Freundeskreis der Chronik Pankows e.V. kritisierte im Jahr 2000 das Fehlen eines Konzepts für den Veranstaltungsbetrieb und vermutete, „dass die Besitzer des Ballhauses in erster Linie Interesse an der Immobilie hatten, um dort Wohnungen bauen zu können.“ Gelegentlich fanden private Einzelveranstaltungen mit bis zu 500 Gästen statt. Der Öffentlichkeit war nur selten ein Einblick ins Innere des Gebäudes möglich, zum Beispiel im Rahmen von Quartiersspaziergängen und am Tag des offenen Denkmals. Die Versteigerung durch die Liegenschaften GmbH am 22. März 2013 erhielt kein Gebot.

Seit Dezember 2014 finden wieder kulturelle Veranstaltungen im Ballhaus statt. Der Eventveranstalter und Gastronom Ronald Kucharski startete am 6. Dezember 2014 mit einer Adventsgala und präsentiert seitdem in loser Folge Künstler aus den Genres Klassik, Jazz, Pop, Schlager und Rock. Am 25. März 2015 trat Udo Lindenberg in dem barockartigen Ballsaal auf. Sein Konzert war der Abschluss einer Fahrt mit dem „Sonderzug nach Pankow“ (in diesem Fall mit einem Zug der U-Bahn-Linie 2). Damit wurde sein Wunsch erfüllt, den er 32 Jahre zuvor in dem gleichnamigen Lied formuliert hatte.